# La Danseuse (roman)
Pour les articles homonymes, voir La Danseuse.
La Danseuse est un roman de Patrick Modiano paru le 5 octobre 2023 aux éditions Gallimard.

## Présentation
Avec ce court roman, Modiano nous fait partager la vie d’une femme et de son fils dans Paris. Le narrateur, amoureux de la danseuse, évoque la vie quotidienne avec elle et son fils, le petit Pierre, enfant assez énigmatique. La danse y tient une grande place, surtout le ballet, et la sévère discipline qu’il implique qui écrit l’auteur « permet de survivre ». Elle confine même à une discipline fondamentale pour « que le corps s’épuise pour atteindre la légèreté et la fluidité. » 
Elle est à la fois douleur et libération comme si, écrit toujours Modiano, on était « libéré des lois de la pesanteur. » C’est ce que commente Julie sur le site "lepavedanslamarge.fr" : « Comment ne pas lire dans les mots de Patrick Modiano, une écriture envisagée à l’instar de la danse comme une discipline pour se libérer. »

## Éditions
- Éditions Gallimard, Coll. « Blanche », 2023  (ISBN 9782073036742).